# Il cuore ha sempre ragione
Il cuore ha sempre ragione è il trentesimo album discografico di Natale Galletta, pubblicato nel 2006.

## Tracce
1. Duie amante 'nnammurate
2. Lacrime
3. Tre minute 'e 'na canzone
4. Vivi
5. Fatte accarezzà
6. Comme fosse 'na magia
7. Tu 'o chiamme ammore
8. Tutt' 'a nuttata